# Nautilus Pompilius
Ne doit pas être confondu avec Nautilus pompilius.
Nautilus Pompilius (en russe Наутилус Помпилиус) connu sous abréviation « Nau » (en russe Нау), est un groupe de rock russe originaire de Sverdlovsk (devenue Iekaterinbourg) fondé en 1982 par Viatcheslav Boutoussov et Dmitri Oumetski. 

## Biographie
Viatcheslav Boutoussov et Dmitri Oumetski qui travaillent ensemble sur leur premier album Pereezd (Переезд). Plus tard, la composition du groupe connait les changements à nombreuses reprises. Nautilus Pompilius fut un des groupes les plus connus entre 1983 et 1997 et considéré comme l'un des plus influents parmi la nouvelle vague russe post-punk. Certaines de leurs chansons les plus populaires sont associées à la Perestroïka pour de nombreux Russes. Le groupe interprète notamment les chansons de la bande originale du film Le Frère (Брат) réalisé par Aleksei Balabanov où Boutoussov apparait également en tant que caméo. 
Les derniers albums du groupe sont Yablokitaï, enregistré en collaboration avec Boris Grebenchtchikov en 1996, et Atlantida sorti en 1997 qui réunit les morceaux enregistrés entre 1994 et 1996. Le dernier concert officiel de Nautilius Pompilius est donné le 12 juin 1997 sur le stade couvert de hockey sur glace Younost à Iekaterinbourg. Depuis la séparation du groupe, le leader Viatcheslav Boutoussov mène une carrière solo avec un certain succès. Le groupe s'est toutefois réuni régulièrement dans le cadre de festivals de rock et quelques projets spéciaux entre 2003 et 2014.

## Origine
Le nom Nautilus pompilius est le nom scientifique d'une espèce de céphalopodes.

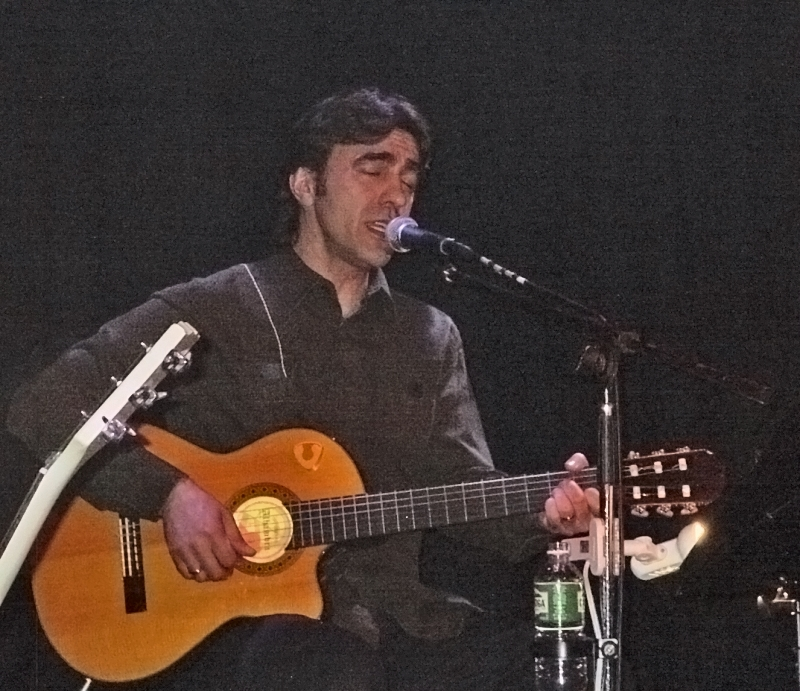
Viatcheslav Boutoussov à San-Francisco en 2005

## Membres du groupe
- Viatcheslav Boutoussov (1982-1997, 2003, 2004, 2013, 2014)
- Dmitri Oumetski (1982-1988)
- Ilia Kormiltsiev: contributeur majeur, auteur et producteur (1985-1997; décédé en 2007).
- Albert Potapkine (1986-1987, 1991-1997, 2004, 2013)
- Igor "Goga" Kopylov (1990-1997, 2004, 2013)
- Alekseï Moguilevski (1986-1988, 1994-1997, 2003, 2004, 2013)
- Nikolaï Pétrov (1994-1997; décédé en 2002)
- Andreï Sadnov (1982-1983, 2014)
- Viktor "Pifa" Komarov (1983-1988, 2004, 2014)
- Alekseï Khomenko (1987-1988, 2003, 2014)
- Vladimir Yelizarov (1988, 2014)
- Viktor Alavatski (1988, 2014)
- Vladimir "Zema" Nazimov (1987-1988, 2004, 2014)
- Yegor Belkine (1988, 1990-1993, 2003, 2004, 2013)
- Aleksandre Beliaev (1989-1993, 2013)
- Igor Djavad-Zade (1989-1991, 2013)
- Igor Gontcharov (1982)
- Aleksandre Zaroubine (1982-1983)
- Anastasia "Nastia" Poleva (1985)

## Discographie
- 1983 – Переезд (Transfert)
- 1985 – Невидимка (Invisible)
- 1986 – Разлука  (Séparation)
- 1988 – Князь тишины  (Prince du Silence)
- 1989 – Человек без имени (Un homme sans nom)
- 1990 – Наугад (Au hasard)
- 1991 – Родившийся в эту ночь (Né cette nuit-là)
- 1991 – Чужая земля  (Le terrain d'un autre):Чужая земля
- 1994 – Титаник  (Titanic)
- 1995 – Крылья  (Ailes)
- 1997 – Атлантида (Atlantis)
- 1997 – Яблокитай  (Yablokitay)

Nautilus Pompilius a enregistré une vingtaine d'albums. Parmi leurs chansons les plus connues, on peut nommer : 
- Promenades sur l'eau (Прогулки по Воде),
- Lettre d'adieu (Прощальное письмо, également connue comme Goodbye, America!),
- Flop-flop (Хлоп-хлоп),
- La sphère kaki (Шар цвета хаки),
- Entravés par une chaîne (Скованные одной цепью),
- Je veux être avec toi (Я хочу быть с тобой),
- Sur les berges de la rivière sans nom (На берегу безымянной реки),
- Toutankhamon (Тутанхамон).
- Goodbye America (гудбай америка)